# UFC 202
UFC 202: Diaz vs. McGregor 2 fue un evento de artes marciales mixtas organizado por Ultimate Fighting Championship  que se llevó a cabo el 20 de agosto de 2016 en el T-Mobile Arena, en Las Vegas, Nevada.

## Historia
El evento estelar contó con la revancha entre Nate Diaz y Conor McGregor. En su primer combate en UFC 196, Diaz ganó la pelea por sumisión en la segunda ronda. La revancha, originalmente, iba a tener lugar en UFC 200, pero debido a un desacuerdo entre McGregor y la UFC fue sacada de la cartelera.
El evento coestelar enfrentó a dos aspirantes por el título de peso semipesado, Glover Teixeira y Anthony Johnson.